# Снежен фестивал (Сапоро)
Снежният фестивал в Сапоро (さっぽろ雪まつり) Сапоро Юки-матсури) е фестивал, който се провежда ежегодно в Сапоро, Япония в продължение на 7 дни през февруари.
Той е сред най-важните и отличитални зимни събития на японския остров Хокайдо. Паркът Одори, Сусукино и Цудом са основните 3 места на фестивала.

## Обща информация
През 2007 г. на 57-ия фестивал около 2 милиона души посещават Сапоро, за да видят стотиците снежни статуи и ледени скулптури в парковете Одори и Сусукино, в централния Сапоро и в местността Сатоланд. Международен конкурс за ледена скулптура се провежда на площадката в парк Одори от 1974 г. насам. През 2008 г. участват 14 отбора от различни региони на света.
Ледените и снежни фигури представляват важни събития, известни сгради, хора и филмови герои. Например, през 2004 г. има статуи на Хидеки Мацуи, известен бейзболист, който по това време играе за Ню Йорк Янкис. Изградени са и редица сцени, направени от сняг, и се провеждат някои други събития, включително музикални изпълнения, ледени пързалки, снежен рафтинг, конкурсът „Кралица на леда“, както и огромен лабиринт, направен от сняг. Посетителите също могат да опитат разнообразни регионални храни в парк Одори и Сатоланд, като прясна морска храна, картофи, царевица и пресни млечни продукти.
Всяка година броят на показаните статуи варира, но е около 400. През 2007 г. има 307 статуи, създадени на площадката в парк Одори, 32 в местността Сатоланд и 100 в Сусукино. Добър изглед към творенията от сняг и лед може да се открие от телевизионната кула в парк Одори.

## История
Снежният фестивал започва като еднодневно събитие през 1950 г., когато шест местни гимназисти изграждат шест снежни статуи в парк Одори. През 1955 г. силите за самоотбрана на Япония от близката база Макоманай се присъединяват и изграждат първите масивни снежни скулптури, след което Снежният фестивал вече става известен. Няколко подобни снежни фестивала съществуват в Сапоро преди да се утвърди настоящия, но всички те са прекратени по време на Втората световна война.
На 4 февруари 1966 г. полет от Сапоро до Токио се разбива в залива на Токио, като убива всичките 126 пътници и 7 дуи екипаж на борда. Много от пътниците се връщат в Токио след посещение на снежния фестивал. Поради енергийната криза от 1974 г. снежните статуи са изградени с помощта на барабанни контейнери. Това се дължи на недостига на бензин, причинен от кризата и много от камионите, използвани за превоз на сняг до площадката, са недостъпни. В същата година започва Международният конкурс за снежна статуя и от същата година са представени много снежни статуи, изградени от екипи от други страни, особено от побратимените градове на Сапоро, като Мюнхен.
В години, когато натрупаният сняг е малко, Силите за самоотбрана, за които участието се счита за тренировъчно упражнение, внасят сняг извън Сапоро. Базата Макоманай, един от трите основни обекта от 1965 г., е домакин на най-големите скулптури, с акцент върху осигуряването на детско пространство за игра. Използването на Макоманай е преустановено през 2005 г. и преместено в Сатоланд, разположен в Хигаши-ку от 2006 г. През 2009 г. Сатоланд е преместен в сайта Цудом (つどーむ).
Парк Накаджима е създаден като един от фестивалните обекти през 1990 г. Въпреки това той е премахнат през 1992 г. Третият сайт, известен като Леденият фестивал в Сусукино (すすきの氷の祭典), се намира в района на нощния живот на Сусукино и включва предимно ледени фигури. Сайтът е одобрен като един от фестивалните сайтове през 1983 г. Всяка година на площадката се провежда конкурса за женска красота „Кралица на леда“.

## Галерия
- Снежен дракон
- Морски животни от сняг
- Сладкиши на фестивала
- Тадж Махал от сняг